# Limnephilus centralis
Limnephilus centralis – gatunek owada z rzędu chruścików, z rodziny bagiennikowatych (Limnephilidae).
Występuje w prawie całej Europie (z wyjątkiem Włoch, prowincji pontyjskiej, Islandii), larwy zasiedlają jeziora, strumienie i wody słonawe. Limnefil, zasiedlający strefę szuwarów.
Trzy larwy złowiono w jez. Łąkie na Poj. Pomorskim, a kilkanaście larw w jez. Czarnym i Dłużek na Poj. Olsztyńskim, w napływkach i trzcinach.
W Finlandii i na Łotwie bardzo pospolity w stawach, zbiornikach okresowych i kanałach, sporadycznie w jeziorach, spotykany w stawach i bagnach Irlandii.